# Reinhard Windhager
Reinhard Windhager (* 13. September 1957 in Linz) ist ein österreichischer Orthopäde.

## Karriere
Reinhard Windhager promovierte 1981 an der Universität Innsbruck zum Doktor der Medizin und erhielt nach der Ausbildung am Allgemeinen Krankenhaus Linz und der Universitätsklinik für Orthopädie Wien den Facharzt für Orthopädie im Jahre 1988.
1986 erhielt Windhager den Michael-Jäger-Preis für seine Arbeit Der Stellenwert des Ossikels und der Therapie bei M. Osgood Schlatter.
Von 1988 bis 1997 arbeitete Windhager an der Universitätsklinik für Orthopädie in Wien, der Kinderklinik in Glanzing und dem St. Anna Kinderspital mit wechselnden Schwerpunkten im Fach Orthopädie.
1995 habilitierte sich Reinhard Windhager im Fach Orthopädie und orthopädischer Chirurgie und wurde 1997 zum Ordentlichen Universitätsprofessor für Orthopädie und Leiter der Klinischen Abteilung für Orthopädie und orthopädische Chirurgie an der Chirurgischen Universitätsklinik der Karl-Franzens-Universität in Graz berufen. Er hat die Universitätsklinik für Orthopädie an der Karl-Franzens-Universität aufgebaut und wurde 2001 zu deren Klinikvorstand ernannt.
2002 und 2003 war Windhager der Präsident der Österreichischen Gesellschaft für Orthopädie und orthopädische Chirurgie (ÖGO) und in den zwei Folgejahren Vizepräsident. 2006 hatte er die Präsidentschaft des Central European Orthopaedic Congress inne. Daneben befand er sich im Vorstand der Gesellschaft der Ärzte in Wien. Von 2014 bis 2015 war Windhager Präsident der ISOLS (International Society of Limb Salvage).
Aktuell ist er Leiter der Klinischen Abteilung für Orthopädie der Universitätsklinik für Orthopädie und Unfallchirurgie im AKH Wien.

## Publikationen (Auswahl)
Windhager hat bisher (Stand 2013) an etwa 200 wissenschaftlichen Publikationen mitgewirkt. Des Weiteren ist Windhager an einem 1999 angemeldeten Patent für die Wiederherstellung von Rückenwirbeln beteiligt.
- Birgit Kulterer, Gerald Friedl, Anita Jandrositz, Fatima Sanchez-Cabo, Andreas Prokesch, Christine Paar, Marcel Scheideler, Reinhard Windhager, Karl-Heinz Preisegger, Zlatko Trajanoski: Gene expression profiling of human mesenchymal stem cells derived from bone marrow during expansion and osteoblast differentiation. In: BMC Genomics. Band 14, 1996, S. 2225–2232, doi:10.1186/1471-2164-8-70 (englisch).
- R. Windhager, K. Groszschmidt, T. Tsuboyama, H. Siegl, H. Heinzl, G. Seidl, H. Plenk jr: Recorticalization after bifocal internal bone transport in the double-plated sheep femur. In: J Orthop Research. Band 15, Nr. 8, 1997, S. 94–101, doi:10.1002/jor.1100140116 (englisch).
- P. Kinov, A. Leithner, R. Radl, K. Bodo, G. A. Khoschsorur, K. Schauenstein, R. Windhager: The role of free radicals in aseptic loosening of hip arthroplasty. In: J Orthop Res. Band 24, 2006, S. 55–62, doi:10.1002/jor.20013 (englisch).